# ドラコ (ロケットエンジン)
ドラコまたはドレイコー (Draco) は、スペースXで開発されたドラゴン宇宙船とファルコン9の上段にスラスタとして使用される小型のロケットエンジンである。

## 性能と用途
ドラコスラスタは燃料のモノメチルヒドラジンと酸化剤の四酸化二窒素を混合することで90ポンド (400N) の推力を生み出す。18基のドラコスラスタがドラゴン宇宙船の姿勢制御と機動に使用される。
4基のドラコスラスタがファルコン9 v1.0の第2段の姿勢制御に使用された（v1.1以降は置き換え）。

## 歴史
- 2008年にドラコの最初の長時間の燃焼試験が行われ10分間運転して再着火して1分間燃焼した[5]。これらの試験はテキサス州のMcGregorのスペースX社で行われた。
- 2009年に42回の試験で4600回燃焼を行い、真空チャンバー内での累計運転時間は50分に達した[6]。
- 2010年6月4日ファルコン9ロケットの打ち上げで使用されると発表された[7]。
- 2010年10月、最初のドラゴン宇宙船の運用で使用された[8]。